# Gelis seyrigi
Gelis seyrigi là một loài tò vò trong họ Ichneumonidae.